# メタプラネット
株式会社メタプラネット（英: Metaplanet Inc.）は、ビットコインの保有・運用を行う企業である。ホテル運営会社やメディア事業などを傘下に持つ持株会社でもある。東京証券取引所スタンダード市場上場。

## 概要
1999年に設立されたCD・レコードの企画・制作・販売会社であるダイキサウンド株式会社が、2011年3月に持株会社制への移行に伴い、株式会社フォンツ・ホールディングスに変更。新たに事業会社としてダイキサウンド株式会社（2代）を設立した。その後、ソリューション事業や宝石・宝飾品関連事業に進出するも、2012年から2013年にかけ順次撤退。一方、2012年12月には東南アジアで宿泊業や飲食業を展開するレッド・プラネット・ホテルズが資本参加。2013年4月にはホテル運営事業を開始した。2014年には飲食事業も開始したが、2016年6月末に撤退した。2017年2月にはダイキサウンド株式会社（2代）も売却したと同時に、営業活動におけるキャッシュ・フローも5期ぶりに黒字に転換し、ジャスダック上場廃止は回避された。2024年以降はビットコインへの投資・長期保有（ビットコイン・トレジャリー）が主要事業となっており、ホテル・メディア事業もビットコインとの関連付けが進行している。

## 沿革
- 1999年（平成11年）6月 - ダイキサウンド株式会社として設立。
- 2004年（平成16年）11月 - 株式を店頭登録（現・ジャスダック）。
- 2011年（平成23年）
  - 3月 - 持株会社制に移行。事業部門を新設分割により（新）ダイキサウンド株式会社に承継し、株式会社フォンツ・ホールディングスに商号変更。
  - 11月 - 子会社として株式会社フォンツ・コアファンクション（現・ 株式会社レッド・プラネット・ホテルズ・ジャパン）を設立。
  - 12月 - 子会社として株式会社フォンツ・ジュエリーを設立。
- 2012年（平成24年）9月 - 子会社の株式会社フォンツ・ジュエリーの全株式（51%）を譲渡。
- 2013年（平成25年）
  - 4月 - レッド・プラネット・ホテルズと業務提携。ホテル運営事業を開始。
  - 8月 - ホテル1号店である「チューンホテル那覇 沖縄」を開業。
- 2014年（平成26年）
  - 1月1日 - 株式会社レッド・プラネット・ジャパンに商号変更。
  - 5月 - 株式会社キューズマネージメントを子会社化。
  - 7月 - 株式会社キューズダイニング、株式会社スイートスターほか1社を子会社化。
  - 9月 - Sweetstar Asia Limitedを子会社化。
- 2015年（平成27年）
  - 2月26日 - 新設分割により、飲食事業を営む子会社管理事業を株式会社レッド・プラネット・フーズに承継。
  - 9月 - 株式会社アジェット（後のフード・プラネット）の株式を取得し、持分法適用関連会社とする。
- 2016年（平成28年）6月 - 飲食事業を営むレッド・プラネット・フーズ、及びその傘下のキューズマネージメント、キューズダイニング、スイートスター、Sweetstar Asia Limitedほか5社をフード・プラネットに譲渡。保有するフード・プラネット株式の大半をJapan Opportunities Master Fund Ltd.に貸株を行い、資本関係を解消。
- 2017年（平成29年）2月 - ダイキサウンドの全保有株式を株式会社トラストホールディングスへ譲渡。音楽ディストリビューション事業から撤退。
- 2021年（令和3年）5月 - 資本金3,096,887,874円のうち3,096,887,873円をその他資本剰余金に振り替え、資本金の額を1円とする[1]。
- 2022年（令和4年）
  - 3月 - 2021年12月期において債務超過となり上場廃止に係る猶予期間入り。
  - 9月 - エボファンドの子会社であるEV O FUND LLCが株式公開買付けにより、Red Planet Holdings Pte. Ltd.の保有する全株式（所有割合70.50%）を取得[6]。
  - 10月 - 子会社「メタプラネット株式会社」「ウェン東京合同会社 」を設立。12月28日に事業開始[7]
- 2023年 (令和5年)
  - 2月7日 - 社名を株式会社レッドプラネットジャパンから株式会社メタプラネットに商号変更 [8]
- 2024年 (令和6年)
  - 4月8日 - 財務基盤を強化し法定通貨のインフレリスクを回避する目的でビットコインを主要資産とする方針を発表した[9]。

## 事業
出典：
ビットコイン・トレジャリー・オペレーション
- ビットコイン・イールド（ビットコインの保有総額と、完全希薄化発行済み普通株式数の比率の変化率を示すもの[4]）を最大化し、長期的な株主価値を創造する
- そのための手段として、ビットコイン保有量拡大

ホテル経営
- ホテルロイヤルオーク五反田 運営
- 同ホテルを世界初のビットコインに特化した「ビットコイン・ホテル」として再開発

ビットコイン教育とメディア
- 「Bitcoin Magazine Japan」を運営しビットコインの普及と教育を推進

## ダイキサウンド株式会社
ダイキサウンド株式会社（英: Daiki Sound Co., Ltd.）は、インディーズを主体とするレコード流通会社。現在の法人は、1999年に設立された（旧）ダイキサウンド株式会社が持株会社制移行に伴い、株式会社フォンツ・ホールディングス（現・レッド・プラネット・ジャパン）へ商号変更した際に、事業会社として新設分割により設立されたものである。2018年現在、旧ダイキサウンドであるレッド・プラネット・ジャパンとは資本関係のない企業となっている。
1000社以上のインディーズ・レコードメーカーと連携してCDの販売委託業務を行っているほか、レーベル事業も行っている。大手レコード会社に比べて見劣りしない流通体制を整えており、邦楽・洋楽の販売も行っている。またJVCケンウッド（旧・日本ビクター/ケンウッド）と共同でインディーズ試聴システムの構築・開発も行っており、主要レコード店に設置された実績もある。インディーズレーベルの製造番号統一作業などを行ったことで、日経情報ストラテジーには「日本中のインディーズレーベルを束ねて、流通制度を整えた」と記述された。
上記のようにインディーズレーベルを束ねるという基本方針のため、ダイキサウンドとしての所属アーティストは抱えていないが、ヴィジュアル系アーティストに特化した営業部を持つ。
ゴールデンボンバーなどが所属するユークリッド・ミュージックエンターテイメントや、モーニング娘。を最筆頭とするハロー!プロジェクトなどが所属するアップフロントグループ機能子会社のアップフロントワークスが代表的な取引先である。

### ダイキサウンドの沿革
- 1999年6月 - （旧）ダイキサウンド株式会社（現：株式会社メタプラネット）を設立。
- 2011年3月 - （旧）ダイキサウンド株式会社の持株会社制に移行に伴い、事業部門を新設分割により（新）ダイキサウンド株式会社に承継。
- 2017年2月 - 株式会社レッド・プラネット・ジャパン（旧：ダイキサウンド株式会社）が全保有株式を株式会社トラストホールディングスへ譲渡したことに伴い、株式会社トラストホールディングスの子会社となる[15]
- 2023年1月 - 株式会社トラストホールディングスが株式会社メディア・トラストに吸収合併されたことに伴い株式会社メディア・トラストの子会社となる
- 2025年5月 - 株主変更に伴いミナトホールディングス株式会社の子会社となる[16]